# Viola hamiltoniana
Viola hamiltoniana là một loài thực vật có hoa trong họ Hoa tím. Loài này được D. Don miêu tả khoa học đầu tiên năm 1825.